# 인도태평양가는도마뱀붙이
인도태평양가는도마뱀붙이(Hemiphyllodactylus typus), 일명 인도퍼시픽 트리 게코(Indopacific tree gecko), 인도퍼시픽 슬렌더 게코(Indopacific slender gecko), 커먼 드워프 게코(common dwarf gecko)는 인도양의 섬들과 남아시아에서 발견되는 도마뱀붙이류의 일종이다.

## 분포
인도 (쉐바로이 힐즈(en:Shevaroy Hills), 아나이말라이(en:Anaimalai), 닐기리 힐즈(en:Nilgiri Hills)), 니코바르 제도, 스리랑카,
인도차이나, 베트남, 참파/통킹, 태국, W 말레이시아, 싱가포르,
오세아니아, 미얀마, 필리핀 (파나이), 인도네시아 (보르네오, 수마트라, 자바, 발리, 숨바와, 코모도),
중국, 대만, 뉴기니, 누벨칼레도니, 일로요테(en:Îles Loyauté), 통가, 마르퀘사스 제도, 소시에테 제도, 핏케언 제도, 솔로몬 제도, 피지 제도 (바누아레부, 비치레부),
모리셔스, 레위니옹, 로드리게즈 (fide F. Glaw, pers. comm.)
도입 : 일본 (류쿠 열도, 이리오모테섬), 미국 (하와이)
모식지: "Agam" [West-Sumatra] [Kluge 1968] and "Goenong Parong (Java)" [= Gunung Parang, West-Java] (Wermuth 1965)

## 참고 문헌
- Zug, George. Speciation and Dispersal in a Low Diversity Taxon: The Slender Geckos Hemiphyllodactylus (Reptilia, Gekkonidae). Smithsonian Contributions to Zoology, no. 631. Washington, D.C.: Smithsonian Institution Scholarly Press, 2010.